# Canon Speedlite 430EX II

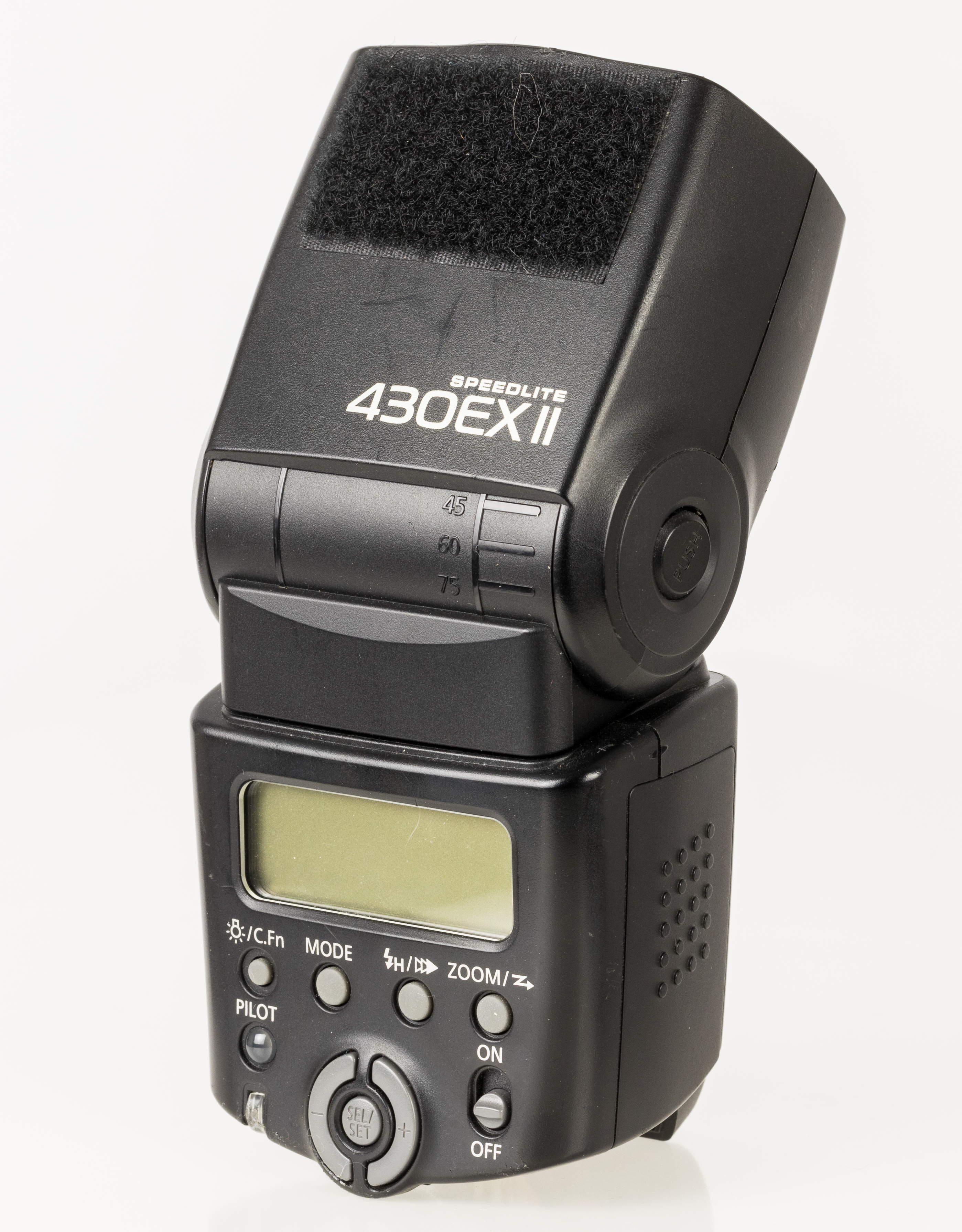
Systémový blesk Canon Speedlight 430EX II

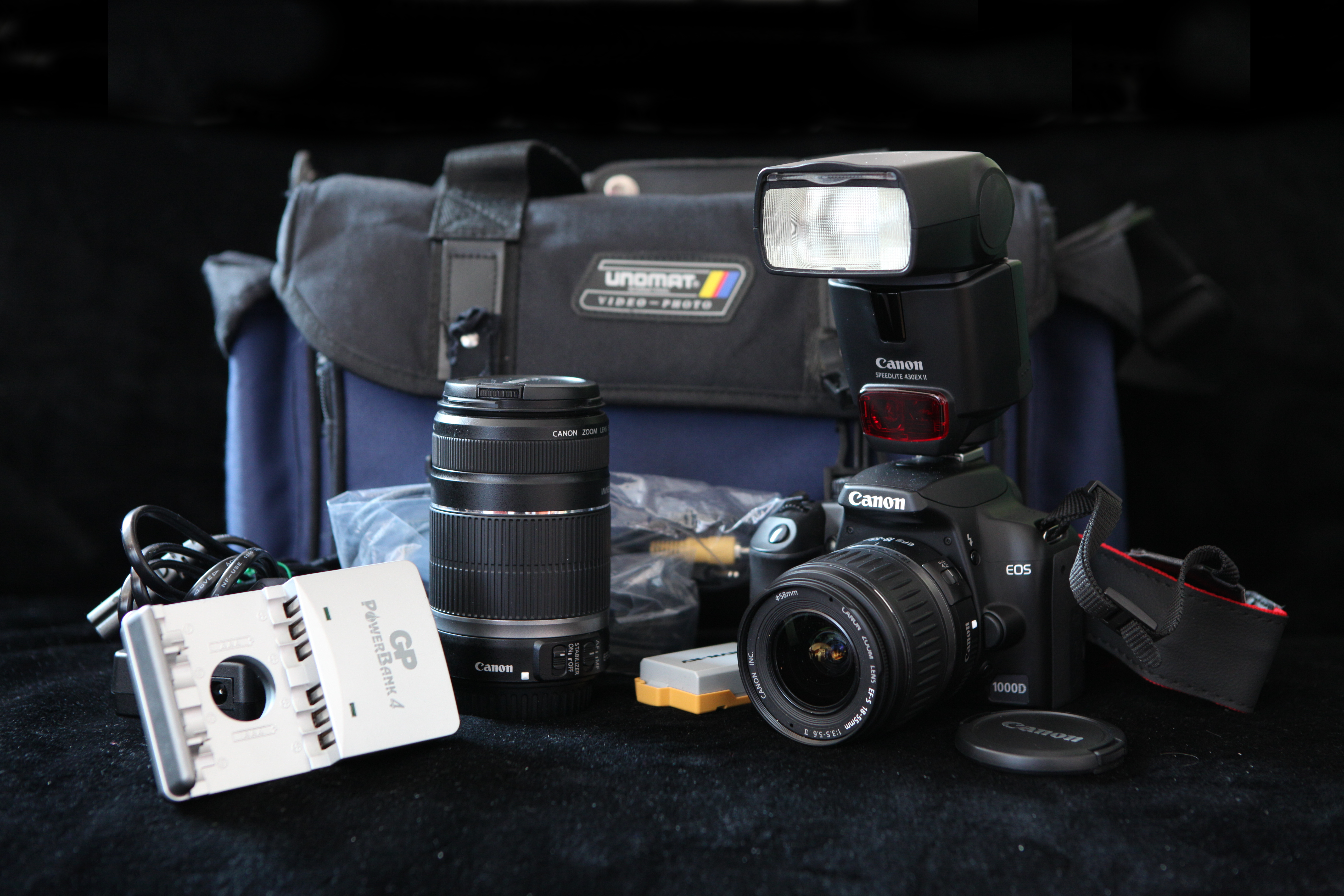
Blesk 430EXII obsahuje také sada české pobočky Wikimedia

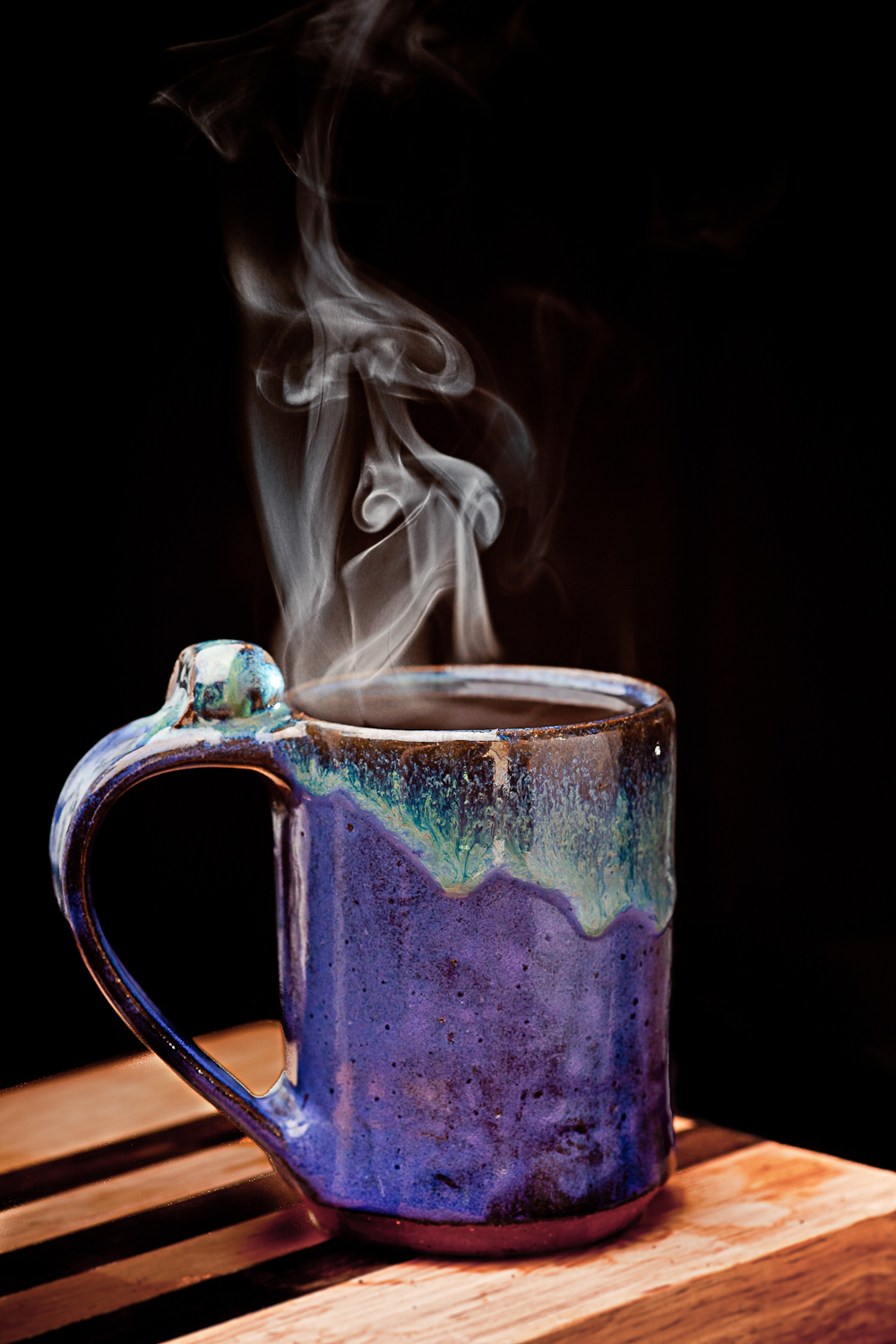
Blesk 430 EX II použitý k prosvícení kouře z horkého nápoje

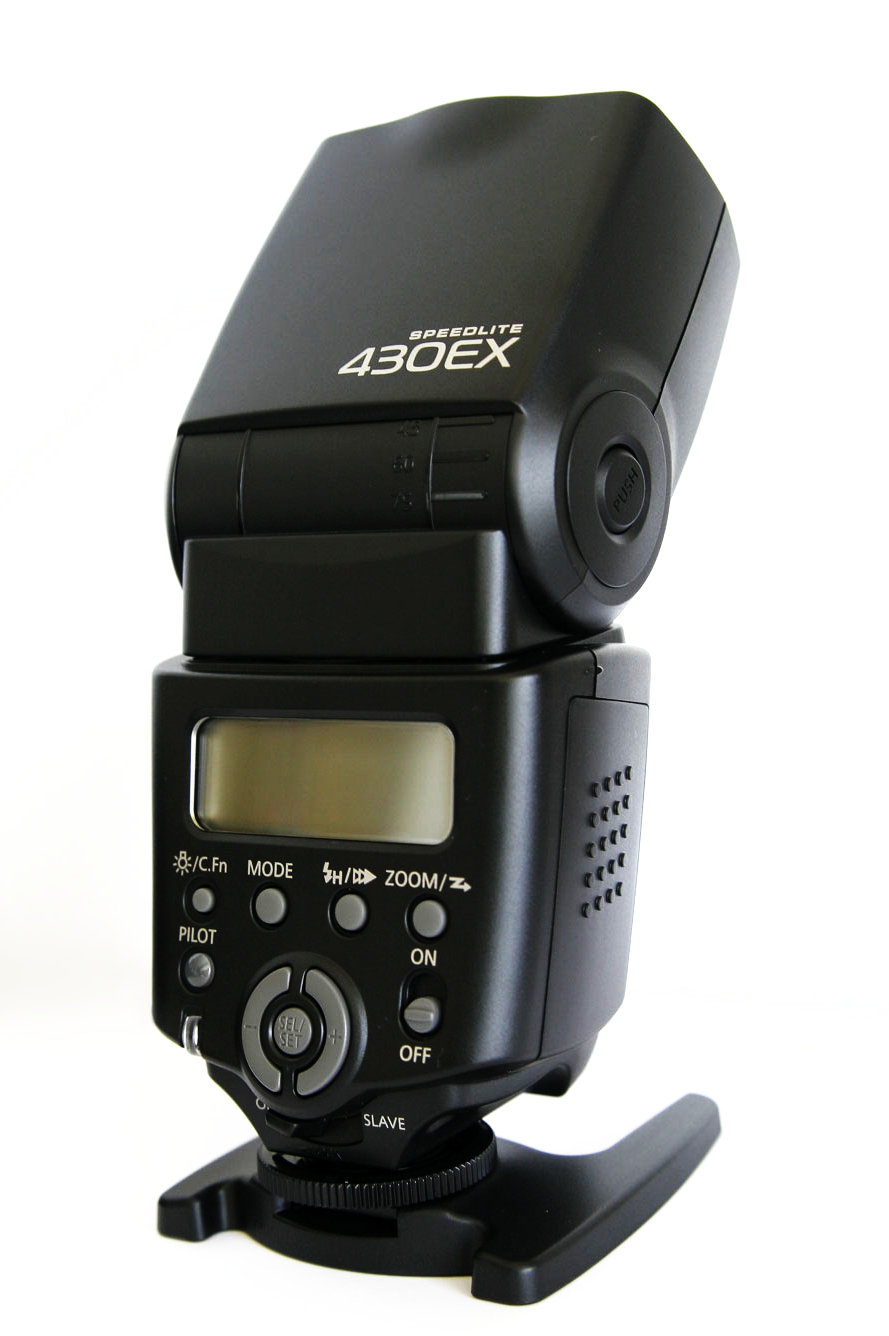
Speedlite 430EX (předchůdce 430EX II) má téměř identický vzhled

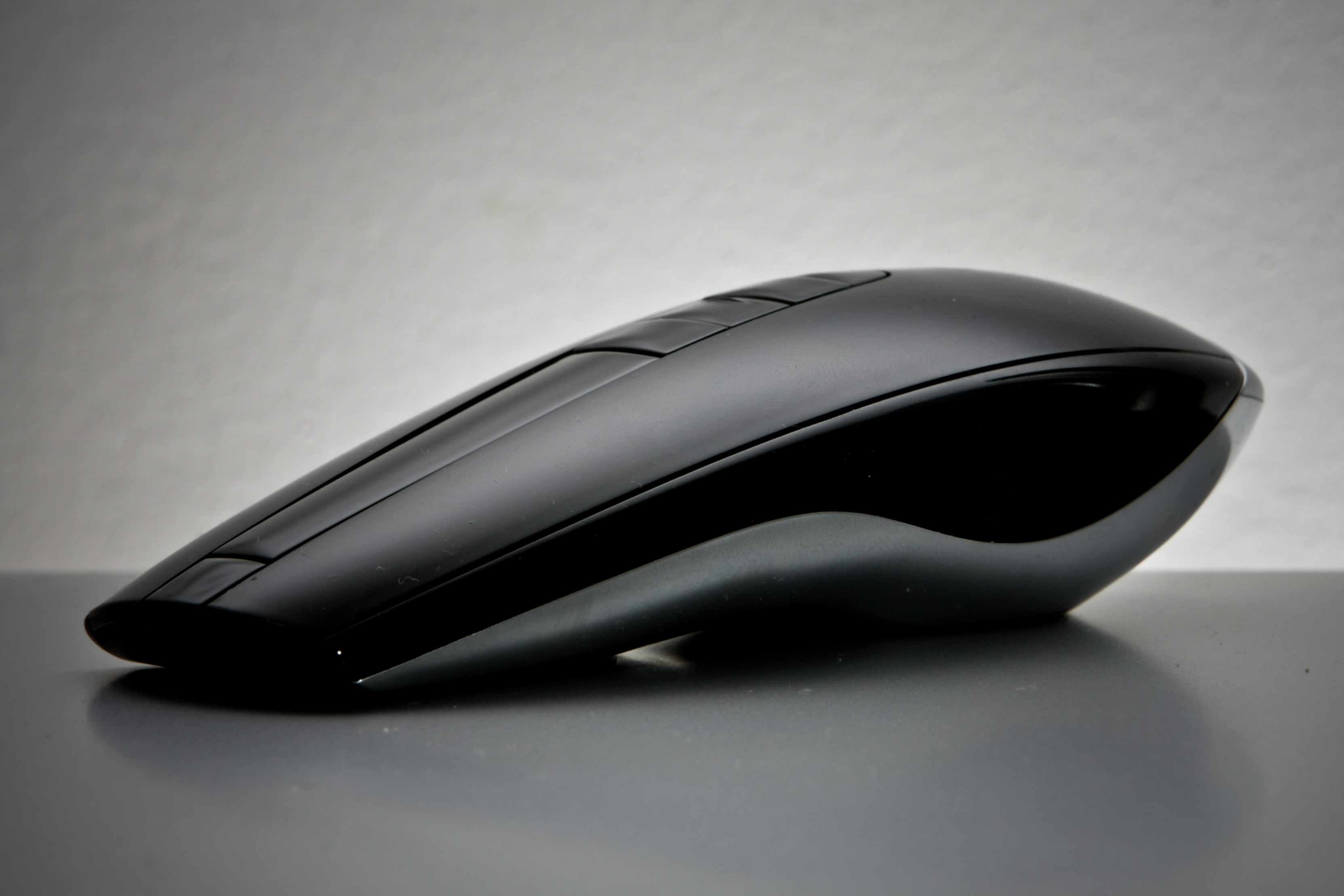
Snímek pořízený se dvěma blesky 430EXII, jedním na fotoaparátu a druhým mířícím pod stolem směrem na zadní stěnu

Canon Speedlite 430 EX II je systémový blesk od firmy Canon, využívající systém měření expozice blesku E-TTL II. Oproti svému předchůdci, Canon Speedlite 430 EX, je novější verze rychlejší a tišší při dobíjení, je vybavena kovovou paticí a může být použita v režimu SLAVE. Blesk má automatický i manuální režim, je napájen 4xAA bateriemi, disponuje integrovaným širokoúhlým panelem a AF pomocným paprskem, který umožňuje zaostření ve špatných světelných podmínkách.

## Specifikace
- Směrné číslo: 43
- Hlava se zoomem: ANO
- Pokrytá ohnisková vzdálenost: 24–105 mm
- Automatický zoom pro velikost snímače: ANO
- Výklopná a otočná hlava: ANO
- Integrovaný širokoúhlý panel: ANO
- Automatické řízení expozice: E-TTL II / E-TTL / TTL
- Synchronizace s vysokými rychlostmi závěrky: ANO
- Manuální režim: ANO
- Kroky ručního nastavení: 1/3 EV
- Kompenzace expozice s bleskem:	ANO
- Synchronizace blesku na 2. lamelu závěrky: ANO
- Modelovací záblesk: ANO
- Funkce vedlejší jednotky (SLAVE): ANO
- Pomocné světlo AF: ANO
- Napájení: Baterie 4× baterie velikosti AA
- Externí napájecí zdroj: NE
- Odolnost proti prachu a vodě: NE
- Materiál upevňovací patice: Kov
- Velikost (Š × V × H): 72 × 122 × 101 mm
- Hmotnost (bez baterií): 320g[1]

## Novinky oproti předchozí verzi

### Kovová patice
Plastová patice předchůdce tohoto blesku byla nahrazena robustní kovovou paticí, u které nehrozí žádné větší fyzické poškození a snese tak i o něco hrubší zacházení. Navíc kolečko, kterým se dříve aretoval blesk v sáňkách blesku bylo nahrazeno podstatně rychlejším a „uživatelsky přívětivějším systémem“, které umožní zaaretování blesku během několika málo sekund.

### Rychlejší dobíjení
Doba dobíjení blesku mezi jednotlivými záblesky byla podle výrobce snížena o 20 %. Odpadá tak nepříjemné čekání na dobití blesku. Stále je však téměř životně důležité používat kvalitní baterie.

### Tišší dobíjení
Dobíjení blesku je opravdu neslyšitelné. Otravné pískání kondenzátorů při nabíjení je tedy minulostí.

### Bezdrátový režim SLAVE
Blesk může být odpálen dálkově pomocí jiného blesku řady Speedlite, který umí pracovat v režimu MASTER (např. Speedlite 580 EX II), nebo může být odpálen pomocí fotoaparátu (podporují všechny novější fotoaparáty Canon EOS, např. EOS 550D).

## Výhody

### Výkon a rychlost dobíjení
Výkon blesku je dostačující pro většinu světelných situací, kde chce autor blesk použít a rychlost dobíjení blesku neomezuje fotografa, který už nemusí zdlouhavě čekat na dobití.

### Tichost
Dobíjení blesku je opravdu téměř neslyšitelné a ani při fotografování na serioznějších akcích, jakou může být například svatba, neobtěžujete svoje okolí pískavým zvukem. Jediný hluk vydává blesk při zoomování zoomovací hlavy.

### Uživatelské funkce
Velký výběr uživatelských funkcí (C.Fn) vám umožní nastavit si fotoaparát dle svých potřeb. V menu fotoaparátu si lze nastavit například dobu nečinnosti, po které se blesk automaticky vypne, povolit či zakázat AF paprsek, modelovací světlo aj.

## Nevýhody

### Otáčecí hlava
Ve vodorovném směru lze hlavu otáčet pouze o 270°, nikoliv o 360°. 

### Polokruhová tlačítka
Polokruhová tlačítka pro ovládání menu a kompenzace jsou trochu úzká a málo vystouplá. Pro jejich plné stisknutí je třeba použít jen špičky prstů, což je trochu nešikovné.

## Alternativy
Chce-li fotograf ušetřit, může si pořídit blesky jiných výrobců než Canon, nebo si pořídit levnější varianty blesků od Canonu. Obě možnosti mají svoje úskalí.

### Levnější originální blesky
V současné době Canon vyrábí pouze 3 levnější blesky Speedlite, než je 430EX II. Jsou to Speedlite 320EX, Speedlite 90EX a Speedlite 270EX II. Model 320EX je i podle označení nejvýkonnějším bleskem z těchto tří, postrádá však zejména manuální režim, což pokročilého fotografa odradí. Pro vstup na pole systémových blesků a k pochopení základních principů práce s bleskem však plně dostačuje. Další dva blesky jsou už o poznání menší, méně výkonné, bez manuálního režimu a zejména bez výklopné a otočné hlavy. Ztrácí tak tedy hlavní výhody externího blesku.

### Neoriginální blesky
Mezi značky vyrábějící neoriginální, přesto velmi kvalitní systémové blesky patří Metz, Nissin ale například i čínské Yongnuo. Při použití těchto blesků se však fotograf vystavuje riziku, že blesk nebude plně spolupracovat s tělem fotoaparátu, ať už jde o TTL informace, informace o zoomování hlavy či o AF paprsek. Velmi často se však používají tyto blesky jako alternativa pro studiové záblesky, kde jejich vysoký výkon a manuální mód dokáží velice dobře suplovat drahé a rozměrné studiové záblesky.